# Högervågen
Högervågen är det namn som har givits åt den breda globala idéströmning som uppstod under slutet av 1970-talet och som har varit framträdande sedan dess. Den efterträdde den så kallade vänstervågen som kulminerade åren kring 1970, och var till stor del en reaktion på vad som i många länder uppfattades som för stor statlig inblandning i ekonomin och i samhället. Många förespråkare av ideologier som i modern tid placerats till höger på höger–vänster-skalan protesterar dock mot användandet av båda termerna.

## Nationalekonomi
Från den stora depressionen under 30-talet och fram till 70-talet hade keynesianska idéer varit dominerande inom nationalekonomin, och många nationalekonomer verkade i den "sociala ingenjörskonstens" anda. Under 50-talet och 60-talet rådde huvudsakligen högkonjunktur, men i sviterna efter oljekrisen 1973 rådde plötsligt lågkonjunktur. De flesta ekonomerna under 70-talet menade att samhällsekonomier antingen upplevde inflation eller arbetslöshet (stagnation), i takt med att den förflyttade sig längs Phillipskurvan. Nu uppkom dock båda fenomenen samtidigt, "stagflation", och de dominerande idéerna kunde inte helt förklara det nya fenomenet. En delorsak till högervågen inom nationalekonomin blev således till stor del företrädd av Milton Friedman och hans monetarism. År 1976 fick Milton Friedman ekonomipriset till Nobels minne. Friedman menade att staten inte helt framgångsrikt kan, och därför inte bör, ingripa i ekonomin för att minska arbetslösheten eller i övrigt få detaljer av ekonomin att fungera bättre, utan i stället borde hålla sig till att reglera penningmängden.

## Filosofi
Anarki, stat och utopi publicerades 1974, vilket gav bränsle till en växande nyliberal rörelse, och Ayn Rand blev allt populärare under slutet av 1900-talet.

## Högervågen i världen
Economic Freedom of the Worlds index över ekonomisk frihet höjdes i genomsnitt i världens länder med 1,2 poäng på en tiogradig skala mellan 1980 och 2007. Av de länder som indexet följer blev 89 mer ekonomiskt fria medan 13 blev mindre ekonomiskt fria.

### Storbritannien
Under Margaret Thatchers tid som Storbritanniens konservativa premiärminister 1979–1990 omstrukturerades den brittiska ekonomin grundligt. Många statliga företag privatiserades och många regleringar avskaffades. De konservativas långa maktinnehav innebar att Labour ändrade sin politik och rörde sig mot den etablerade idépolitiska mitten. Man kallade sig "New Labour" och återkom till makten 1997.

### Sverige
I Sverige blev löntagarfondsfrågan i mitten av 1970-talet en av de viktigaste politiska stridsfrågorna. När LO aktivt började verka för införandet av löntagarfonder, syftande till kollektiv kapitalbildning, inleddes en period av ökad konfrontation mellan LO och näringslivets organisationer, framför allt SAF. Denna konfrontation kom att sprida sig till den svenska partipolitiken, där också internationella högerströmningar fångades upp av borgerliga partier.
Bakgrunden var att ett antal reformer av arbetsmarknadspolitiken hade genomförts av socialdemokratiska regeringar på LO:s initiativ under slutet av 60-talet och i början av 70-talet, bland annat till följd av Stora gruvstrejken 1969–1970. Den nya anställningsskyddslagstiftningen var det främsta uttrycket för dessa reformer, och den hade införts trots näringslivets högljudda protester. Ledande näringslivsföreträdare såg detta som ett avsteg från den tidigare samförståndsmodellen, där arbetsmarknadsparterna hade löst sina frågor genom förhandlingar snarare än via lagstiftning. I löntagarfondsfrågan såg SAF, Industriförbundet och i ännu högre grad småföretagarnas organisationer ett hot mot det privata näringslivets existens. Man kom därför att satsa stora resurser på opinionsbildning. Ett av uttrycken för detta var näringslivets liberala tankesmedja Timbro som i praktiken grundades 1978, genom att ett inaktivt bokförlag ägt av Näringslivets fond aktiverades i denna roll.
I bland annat löntagarfondsfrågan kom den begynnande högervågen till del att samverka med en redan befintlig samhällstrend, nämligen gröna vågen. Trots att denna våg betraktas som mer närbesläktad med 68-vänstern, fanns det i den gröna vågen en skepsis mot centralism och storskaliga lösningar, som löntagarfonderna var en del av. I riksdagsvalet i Sverige 1973 blev det dött lopp mellan höger och vänster, och i riksdagsvalet i Sverige 1976 blev det för första gången på 44 år borgerlig valseger, efter den långa socialdemokratiska dominansen. Centerpartiet var under dessa år det klart största borgerliga partiet, tack vare den gröna vågen. Ledande socialdemokrater såg LO:s agerande i löntagarfondsfrågan under valåret som en bidragande faktor till att man hade förlorat regeringsmakten efter 44 år, och var mycket angelägna att detta inte skulle upprepas. De löntagarfondsförslag som socialdemokraterna drev i valrörelserna 1979 och 1982, och som slutligen genomfördes 1983 ackompanjerade av Kjell-Olof Feldts berömda dikt, var därför mycket urvattnade jämfört med det förslag som hade lagts 1976.
Under 1970-talet ökade skatteuttaget kraftigt i Sverige, vilket efter ett tag ledde till protester från allt fler håll. Expressen publicerade den 10 mars 1976 Astrid Lindgrens satiriska saga Pomperipossa i Monismanien, som var ett kraftigt angrepp på de höga skatterna. Vissa anser att debattartikeln bidrog till de borgerliga partiernas valseger 1976. En kraftig omstrukturering av skattesystemet och den svenska ekonomin dröjde dock till början av 1990-talet, då en stor skattereform genomfördes, telemarknaden avreglerades och kommersiell TV tilläts. Vissa av dessa reformer genomfördes av nästa borgerliga regering 1991–1994. MUF hade flest medlemmar i sin historia 1984, jämfört med SSU som började minska 1970.
I Sverige har nyliberala och ibland även libertarianska idéer drivits av enskilda medlemmar i Moderaterna.  En vallokalsundersökning utförd av Sveriges Television visade att 35 procent av förstagångsväljarna röstade på moderaterna 1991. Motsvarande siffror för socialdemokraterna var 20 procent och vänsterpartiet fick 4 procent. Under 2000-talet har även Centerpartiet tagit steg i nyliberal riktning.

### USA
Se även: Reaganomics
Libertarian Party grundades 1971 och Cato Institute 1977.
1978 röstade väljarna i Kalifornien för ett förslag om att sänka fastighetsskatterna med 60 procent. Det blev början till ett landsomfattande skatteuppror. Den amerikanska högervågen var som tydligast under Ronald Reagans tid vid presidentmakten 1981–1989. Reagan sade i ett känt uttalande att staten inte är lösningen på problem i samhället utan själva problemet. Under hans tid vid makten minskade progressiviteten i skattesystemet kraftigt när den högsta inkomstskatten sänktes från 70 till 28 procent. De statliga åtagandena, lagarna och utgifterna fortsatte dock att öka.

### Andra världen
Kring 1990 föll Sovjetunionen och de flesta sovjetrepubliker och östeuropeiska satellitstater övergick vartefter till ett demokratiskt och mer kapitalistiskt system.

### Tredje världen
Efter Mao Zedongs död 1976 började Kina genomföra marknadsekonomiska reformer 1978. Det ledde till en kraftig produktionsökning i jordbruket och senare en exportdriven industrialisering. Många andra utvecklingsländer har gått i kapitalistisk riktning, till exempel Indien sedan 1990.

## Högerextremism och högerpopulism
Likt de större partierna, har från och med 1970-talet flera av de populistpartier som växt fram delvis influerats av nyliberala idéer. Partierna propagerar ibland för en kraftigt minskad offentlig sektor, men framförallt för sänkta punktskatter. Många är dock, nyliberala idéer till trots, kritiska till öppna gränser och invandring. Exempel på partier är Fremskrittspartiet i Norge och Fremskridtspartiet i Danmark. I Sverige bildades Ny demokrati i början på 1990-talet. I högervågens början på 1970-talet uppstod även en grogrund för starkt nationalistiska organisationer och partier som sammanföll med nyliberalerna i sitt motstånd mot marxistiska och trotskistiska idéer, däribland välorganiserade nazistpartier som på många håll varit ovanliga sedan andra världskrigets slut 1945.